# Corpul 2 Armată rus (1916-1918)
Corpul 2 Armată a fost una din marile unități operative ale Armatei Țariste, participantă la acțiunile militare de pe frontul românesc, în timpul Primului Război Mondial. În această perioadă, a fost comandat de generalul de infanterie Vasili Flug. :pp. 419-420:p. 181